# مونیکا دبرتشاون
مونیکا دبرتشاون (انگلیسی: Monika Debertshäuser؛ زادهٔ ۱۸ سپتامبر ۱۹۵۲) اسکی‌باز صحرانوردی اهل آلمان است.